# Giachen Caspar Muoth

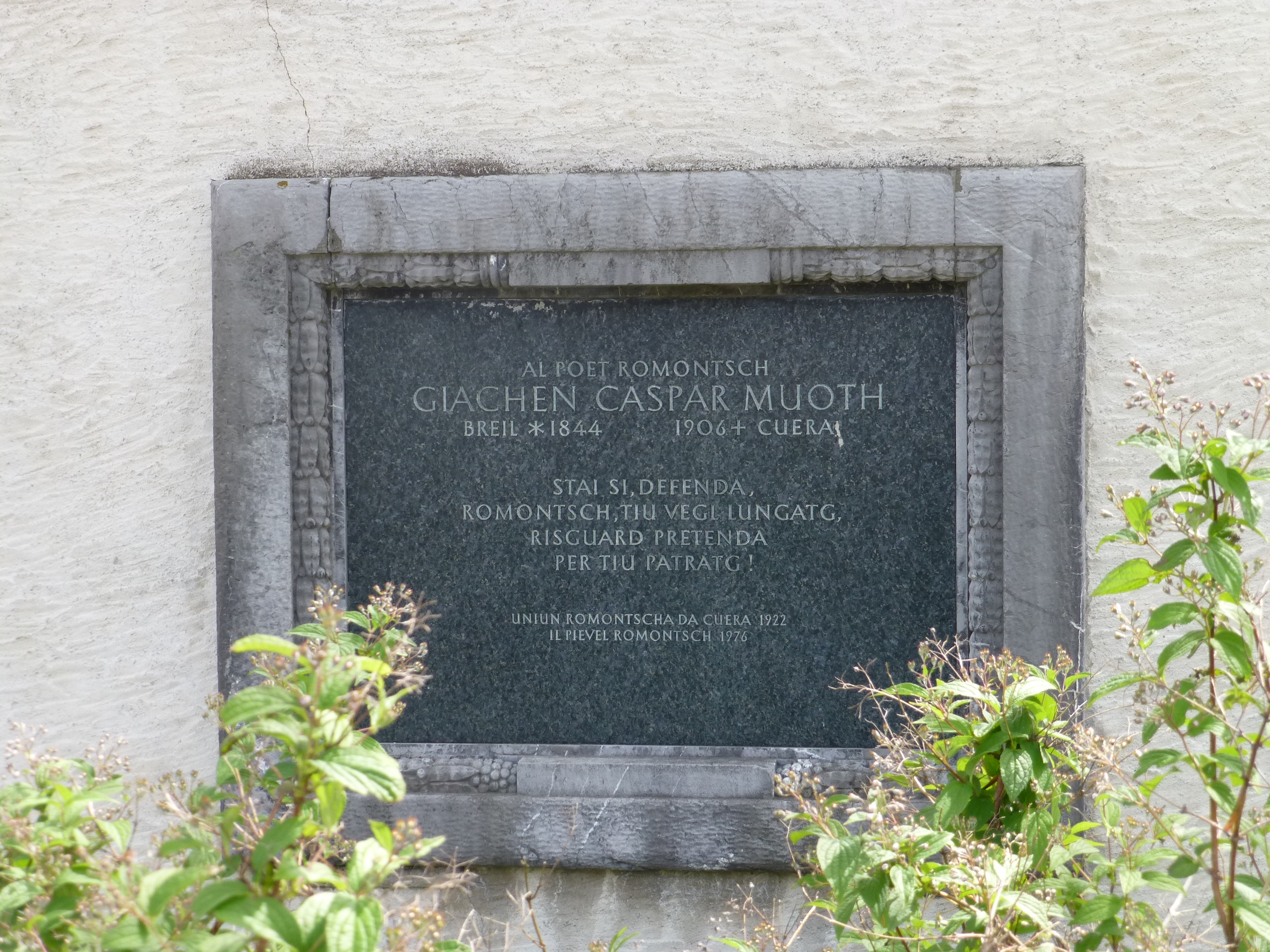
Giachen Caspar Muoth (Memorial)

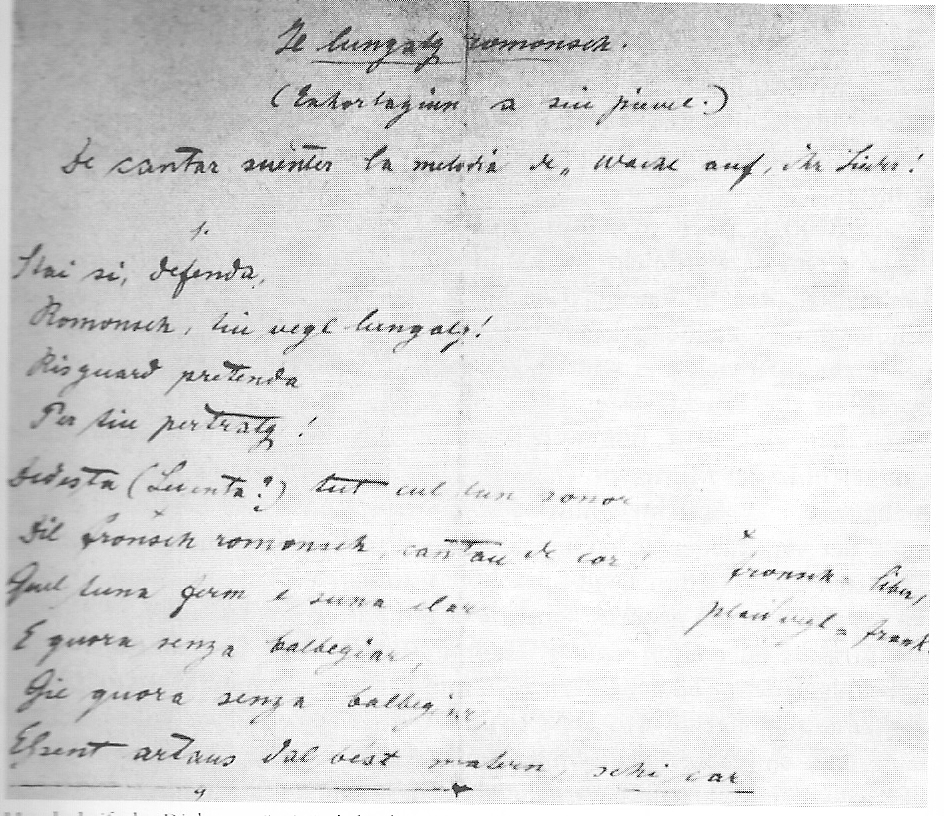
autografo di Giachen Caspar Muoth

Giachen Caspar Muoth (Brigels, 29 settembre 1844 – Coira, 6 luglio 1906) è stato uno scrittore e poeta svizzero, autore di saggi e poemi in lingua reto-romancia sursilvana (ladino).

## Biografia
Figlio di contadini benestanti, studiò a Monaco di Baviera storia e lingue. Tornato in Svizzera si dedicò allo studio della storia e della lingua e letteratura latina alla scuola cantonale di Coira. Egli gettò le basi per i nuovi generi della letteratura e poesia in ladino (p.e. idilli in esametri e le ballate a trama storico-fantastica). Nei suoi scritti vi sono paesaggi di vita rurale e alpina da ricordare Las spatlunzas Le scardassatrici di canapa, datato 1868) e A mesiras, che ritrae la riunione estiva di pastori per la pesatura del latte. Cumin d'Ursera (La comunità di Orsera), rappresenta un vero e proprio poema epico, dalle varie cadenze metriche, che rievoca un episodio del 1425, trasformando con la fantasia leggendaria la realtà storica. Tra nelle numerose ballate, che formano un vero e proprio ciclo retico, vi sono da citare Las valerusas femnas de Lumnezia Le valorose donne della valle di Lumnezia) e altresì La dertgira nauscha de Valendau La corte penale di Valendas).